# Vespadelus regulus
Vespadelus regulus (Thomas, 1906) è un pipistrello della famiglia dei Vespertilionidi diffuso in Australia.

## Descrizione

### Dimensioni
Pipistrello di piccole dimensioni, con la lunghezza della testa e del corpo tra 36 e 46 mm, la lunghezza dell'avambraccio tra 28 e 34,4 mm, la lunghezza della coda tra 28 e 39 mm, la lunghezza del piede tra 4,3 e 6,7 mm, la lunghezza delle orecchie tra 9 e 13 mm e un peso fino a 7 g.

### Aspetto
La pelliccia è lunga. Le parti dorsali sono marroni, mentre le parti ventrali sono grigiastre, con la base dei peli nerastra. il muso è marrone, corto, leggermente rivolto all'insù e largo, con due masse ghiandolari sui lati. Le orecchie sono marroni, corte, triangolari e ben separate tra loro. Le ali sono marroni. La coda è lunga e inclusa completamente nell'ampio uropatagio. Il pene è pendulo, mentre il glande è a forma di imbuto con delle pieghe laterali ben distinte.

### Ecolocazione
Emette ultrasuoni ad alto ciclo di lavoro sotto forma di impulsi di breve durata con frequenza modulata finale di 40–55 kHz.

## Biologia

### Comportamento
Si rifugia in colonie fino a 100 esemplari, spesso dello stesso sesso all'interno delle cavità degli alberi e negli edifici.

### Alimentazione
Si nutre di insetti.

### Riproduzione
Le femmine danno alla luce un piccolo alla volta dopo una gestazione di circa tre mesi.

## Distribuzione e habitat
Questa specie è diffusa nell'Australia occidentale, Australia meridionale meridionali, stato di Victoria, Nuovo Galles del Sud meridionale e orientale, Queensland sud-orientale e isole di Tasmania e dei Canguri.
Vive dalle foreste umide di sclerofillo ai boschi semi-aridi e Mallee fino a 1.700 metri di altitudine.

## Conservazione
La IUCN Red List, considerato il vasto areale, la popolazione numerosa, la presenza in diverse aree protette e la tolleranza a diversi tipi di habitat , classifica V.regulus come specie a rischio minimo (Least Concern)).